# Chính phủ với Công dân
Chính phủ với Công dân (viết tắt G2C của từ Government-to-citizen) là mối liên kết thông tin giữa chính phủ và các công dân hoặc cá nhân riêng lẻ. Mô hình này thường xảy ra thông qua các Công nghệ Thông tin Liên lạc (ITC) nhưng cũng bao gồm gửi thư trực tiếp và các chiến dịch truyền thông. G2C có thể xảy ra trong các mức độ như đảng phái, bang và địa phương. G2C ngược với G2B, hay còn gọi là mạng Chính phủ với Doanh nghiệp.
Một ví dụ mạng G2C liên bang là USA.gov: cổng thông tin Web chính thức của nước Mỹ, thông qua đó có nhiều ví dụ khác từ các chính phủ trên toàn cầu.